# Mar afuera
Mar afuera es una serie de televisión por internet española de drama, producida por la distribuidora de cine Beta Fiction Spain para Atresplayer. Es un remake español de la serie italiana Mare fuori, la cual fue originalmente creada por Cristiana Farina. Está protagonizada por Gabriel Guevara, Hugo Welzel y Laura Simón. Tiene previsto su estreno en Atresplayer para el 14 de septiembre de 2025.

## Trama
Álvaro (Gabriel Guevara) y Carlos (Hugo Welzel) son dos adolescentes que acaban de ingresar en un centro correccional de menores situado al lado del mar. Allí, los dos intentarán mantener la esperanza frente a un futuro incierto, mientras que también tendrán que lidiar con las amenazas de la banda de Los Pajaritos.

## Reparto

### Reparto principal
- Gabriel Guevara como Álvaro
- Hugo Welzel como Carlos
- Laura Simón como Saray

### Reparto secundario
- Miguel Frouchtman
- Nekane Magaña
- La Imén
- Julen Katzy
- Dani Marrero
- Marcel Serrano
- Pablo Louazel
- Itziar Atienza
- Carles Francino
- Raúl Prieto
- Boré Buika

## Producción
El 23 de mayo de 2023, Atresmedia Televisión anunció que había adquirido los derechos de la serie italiana Mare fuori para la producción de una adaptación española. El 23 de abril de 2024, Atresmedia anunció que la serie, titulada Mar afuera, estaría producida por la distribuidora de cine Beta Fiction Spain para Atresplayer, y que estaría protagonizada por Gabriel Guevara, Hugo Welzel y Laura Simón. El 21 de junio de 2024, se anunció que el rodaje de la serie había comenzado en Almería. El primer capítulo de la serie fue escrito por Natxo López, Jelen Morales, Sara Cano y Paula Fabra, mientras que los siete capítulos restantes fueron escritos por Morales, Cano y Fabra.

## Lanzamiento y marketing
El 2 de julio de 2025, Atresplayer lanzó el primer póster de Mar afuera y confirmó su estreno en la plataforma para el 14 de septiembre de 2025.